# At-Tarif
At-Tarif (vagy el-Tarif) Egyiptomban Luxor város el-Qarnah kerületének északnyugati városrésze. Falusias településrész, körülbelül 1700 méter hosszúságban és 600 méter szélességben terül el a Nílus nyugati partján egy csatornaág és a nyugati sziklafalak között, a hegylábon. Központja Medinet Habutól 4300 méterre északkeletre, a karnaki templomtól 2900 méterre északnyugatra található, közvetlen szomszédja a Dirá Abu el-Naga néven ismert temetőrésznek. Déli határánál halad el a karnaki komptól Dejr el-Bahari, a Királynék völgye és a Királyok völgye felé vezető út, amelynek mentén, at-Tarif határában Howard Carter egykori háza is áll. Északi részén a Nemesek völgye húzódik.
A városrész jelentőségét az adja, hogy pontosan egy első átmeneti kori és középbirodalmi temetőn épült fel. A 20. század első feléig itt még nem lakott senki, de a nagy turistaforgalom miatt egyre többen költöztek a nagy jelentőségű műemlékek közelébe. Az ókori temető mintegy 1200 méter hosszan és 600 méter szélességben fekszik a település alatt, körülbelül 300–400 szaffsírt tartalmaz. Ezek közül a legjelentősebbek az uralkodósírok, a Szaff el-Davaba, Szaff el-Kiszászijja és a Szaff el-Bakar, amelyek egy testvérpár és egyikük fia sírjai. Egymáshoz közel épültek fel, soha nem próbálták elrejteni őket, ma pedig lakóházak alatt fekszenek.
At-Tarifban néhány korábbi – óbirodalmi – masztaba is található.